# Shao Fenfen
Shao Fenfen es una deportista china que compitió en taekwondo. Ganó una medalla de bronce en el Campeonato Asiático de Taekwondo de 2016 en la categoría de –57 kg.

## Palmarés internacional
| Campeonato Asiático | Campeonato Asiático | Campeonato Asiático | Campeonato Asiático |
| Año                 | Lugar               | Medalla             | Categoría           |
| ------------------- | ------------------- | ------------------- | ------------------- |
| 2016                | Pásay (Filipinas)   | Medalla de bronce   | –57 kg              |